# Yeshe Tsogyal

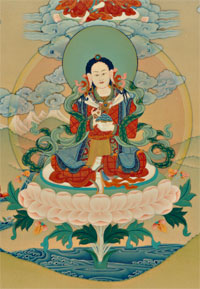
Yeshe Tsogyal

Yeshe Tsogyal (tibétain : ཡེ་ཤེས་མཚོ་རྒྱལ, Wylie : Ye shes mtsho rgyal, de (tibétain : ཡེ་ཤེས, Wylie : ye shes, « sagesse primordiale », (tibétain : མཚོ, Wylie : mtsho, « lac » et tibétain : རྒྱལ, Wylie : rgyal, « vainqueur » ou « souverain », parfois traduit comme Victorieux océan de sagesse), est un grand maître Nyingmapa, l'élève principale et consort spirituelle de Padmasambhava avec qui elle a caché des trésors pour les futurs Tertöns au Tibet. Elle est également connue pour avoir compilé ses enseignements et rédigé ses biographies. Considérée la mère du bouddhisme tibétain et du Vajrayana, elle est aussi appelée Dame de Kharchen (tibétain : མཁར་ཆེན་བཟའ་ལྷ་ལྕམ, Wylie : mkhar chen bza' lha lcam) ou Reine du lac de Karchen (tibétain : མཁར་ཆེན་བཟའ་མཚོ་རྒྱལ, Wylie : mkhar chen bza' mtsho rgyal).
Selon la tradition, Yeshe Tsogyal aurait été une princesse de Karchen (777-837 ou 757-817), épouse de l'Empereur de l'Empire du Tibet, Trisong Detsen (740 — 797), devenue parèdre de Padmasambhava et dépositaire de son enseignement, grâce à son don de mémoire absolue. Elle fait partie de ses 25 grands disciples, distinguée dans l’ensemble pour sa capacité de ressusciter les morts. Yeshe Tsogyal a été l'épouse, la disciple, et l'héritière spirituelle de Padmasambhava. Elle est parfois considérée comme une réincarnation de la mère du Bouddha et prenait les formes apparentes d'autres déités comme Ganga Devi Vajravārāhī (truie de diamant), Sarasvati, Tara, Vajrayogini, Prajnaparamita ou Samantabhadri, parèdre de Samantabhadra. Son nom évoque également celui de la Dame des Eaux (tibétain : ཆུ་ཆལ་གྱལ་མོ, Wylie : chu chal gyal mo) de la religion populaire, d’origine prébouddhiste. Bien que sa biographie la plus connue (XVIIe siècle) la décrive victorieuse en débat contre des partisans du bön, elle est au nombre des grandes figures féminines du tantrisme de l’ouvrage du maître bonpo Dechen Bangmo (1918).
Dans la tradition Nyingmapa, elle révèle en rêve ou en vision aux tertöns les enseignements cachés de Padmasambhava, dont la Sphère du cœur (Longchen Nyingthig), base du dzogchen, révélée à Jigme Lingpa (1729–1798), et se trouve au centre de méditations sadhana. Les yoginis tibétaines célèbres sont souvent considérées comme son émanation. Son personnage dans la littérature religieuse offre un modèle d’identification aux pratiquantes et incarne l’introduction du bouddhisme au Tibet. Elle est considérée  un bouddha du bouddhisme tibétain, très importante en particulier dans la tradition Nyingmapa.

## Biographie

### Sources
Sa biographie, comme celle de Padmasambhava, présente une forte coloration légendaire. Elle y apparait comme une épouse royale n’exerçant pas de pouvoir politique mais se consacrant à la méditation, initiée au bouddhisme en même temps que le roi par Padmasambhava. La constance de certains détails de source à source rend son existence historique vraisemblable.
La première mention la concernant se trouve dans le Testament de Ba qui la présente comme une épouse du roi, méditante et sans enfants. Une autre source est la biographie de Padmasambhava, Copper Palace (bka' thang zangs gling ma) révélée par
tertön Nyangrel Nyima Özer (1136–1204) qui crédite Yeshe Tsogyal comme auteur du trésor. Les biographies mentionnent ou non sa relation avec le roi, selon qu'elles portent sur Padmasambhava et l'école Vajrayana, ou sur l'histoire générale. Une autre source est composée des textes de la tradition Vajrakīlaya du Nyingmapa, dont elle est l’un des maîtres de lignée. 
Suit une autobiographie de Yeshe Tsogyal par Drimed Kunga Nyingpo (vers 1347-?), redécouverte en 1996 et republié en 2017, qui ne mentionne pas le relation avec le roi Trisong Detsen. Selon Janet Gyatso, les écrits de Guru Chowang (1212-1270) a probablement aussi inclus une biographie de Yeshe Tsogyal, dans lequel Drime Kunga Nyingpo a pu également puiser.
Toujours selon Gyatso, les biographies de Yeshe Tsogyal lui ont donné une importance croissante et d’autonomie au fil du temps, jusqu'à les trois biographies rédigée par Tagsham Nuden Dorje (Samten Lingpa, 1655-?), qui présente une perspective clairement féminine : Mother of Knowledge: The Enlightenment of Ye-shes mTso-rgyal (1983), Sky Dancer: the Secret Life and Songs of the Lady Yeshe Tsogyel (1996), et Lady of the Lotus Born (1999). Dans ces biographies, elle aurait été une épouse royale, avant son rôle à révéler avec Padmasambhava du bouddhisme Vajrayana au Tibet, ainsi que sa victoire sur le bön à travers des débats que Yeshe Tsogyal gagne contre les partisans de la religion locale. Dans sa biographie révélée en 1918, le tertön bonpo Dechen Bangmo présente au contraire à travers sa vie la réconciliation des deux traditions.

### Grandes lignes de sa vie selon la tradition
Son parcours est un exemple typique d'hagiographie bouddhiste, avec naissance miraculeuse, épreuves, visites de lieux hors du monde et démonstration de pouvoirs extraordinaires, culminant dans son accession à l’état de bouddha après celui de dakini. Une version lui donne comme parents Namkha Yeshe et Ge-wa Bum et la fait naître à Drongmoche ; le Sanglingma, biographie de Guru Rinpoche, prétend que son père était Palgyi Wangchuk, autre disciple de Padmasambhava présenté parfois aussi comme son frère. Toutes les sources en tout cas s’accordent pour la faire naître une année de l’oiseau dans le district de Sgrags, Tibet central. Lors de sa naissance (sans douleur), un mantra sanskrit résonna et un lac apparut magiquement à proximité (selon d’autres, un lac déjà existant vit sa surface doubler). Malgré son origine princière, elle aurait eu des débuts difficiles, maltraitée par ses premiers prétendants, son père ou les ministres de ce dernier, pour préférer la méditation au mariage. Elle fut sauvée par le roi Trisong Detsen qui la prit comme épouse (ou concubine, ou même servante, selon certains) avant de la céder à Padmasambhava. C'est ainsi qu'elle devint sa parèdre et la dépositaire de ses enseignements tantriques, qu’elle coucha en écriture de dakini puis dissimula (seule ou en sa compagnie selon les versions) en attendant des temps plus propices à leur réception. Ainsi, elle écrivit Le Bardo Thodol, Le Livre des Morts Tibétain composé par Padmasambhava. Lorsque Padmasambhava quitta le Tibet, elle continua de transmettre ses pratiques. En 795, selon Samten Lingpa, elle se serait rendue au Népal où elle prit à son tour un parèdre en la personne d’Atsara Sahle, bel homme indigent. Ils poursuivirent une vie d’ermites dans des grottes de montagne, Yeshe Tsogyal étant souvent seule l’hiver car son compagnon, originaire de la vallée de Katmandou, n’avait pas la résistance des Tibétains. Après avoir affronté ses dernières épreuves, dont un assaut de visions comparables à celles que vit Gautama sous l’arbre de la bodhi, elle devint elle-même bouddha. À sa mort, elle disparut sans laisser de corps derrière elle (phénomène du corps d'arc-en-ciel). 
Textes révélés lui sont attribués, et il y a une autobiographie dicté à Namkhai Nyingpo, l'un des 25 disciples, Bod kyi jo mo Ye-she Mtsho-rygal. Ils sont aussi plusieurs des biographies de Padmasambhava(Padma bka than) par Yeshe Tsogyal.

## Œuvres
- Yeshe Tsogyal. The Life and Liberation of Padmasambhava. Trad. en français Gustav-Charles Toussaint, trad. en anglais Kenneth Douglas et Gwendolyn Bays. Berkeley: Dharma Publishing, 1978
- Yeshe Tsogyal. Révélé par Nyangrel Nyima Özer et Sangye Lingpa, trad. Eric Pema Kunsang, Dakini teachings: Padmasambhava's oral instructions to Lady Tsogyal. Boston: Shambhala Publications, 1990,   (ISBN 0877735468)
- Yeshe Tsogyal. Préf. Dilgo Khyentse Rinpoché, intro. Tsele Natsok Rangdrol, trad. Erik Pema Kunsang, The Lotus-Born: The Life Story of Padmasambhava. North Atlantic Books, 16-7-2004,  (ISBN 962734155X)  (ISBN 978-9627341550)
- Yeshe Tsogyal. Commentaire Tulku Urgyen Rinpoche, trad. Eric Pema Kunsang et Marcia Schmidt, Treasures from Juniper Ridge : The Profound Treasure Instructions of Padmasambhava to the Dakini Yeshe Tsogyal. Rangjung Yeshe Publications, 2013.
- Yeshe Tsogyal. Intro. Tulku Urgyen Rinpoche, Advice from the Lotus Born : A Collection of Padmasambhava's Advice to the Dakini Yeshe Tsogyal and Other Close Disciples. Rangjung Yeshe Publications, 2013.
- Anthologie de Mahamudra et Dzogchen, avec des écrits de Yeshe Tsogyal. Intro. Tulku Urgyen Rinpoche, préf. Marcia Dechen Wangmo, trad. Eric Pema Kunsang, Perfect Clarity. Rangjung Yeshe Publications, 2013.
- Yeshe Tsogyal et Drime Kunga. Trad. Chonyi Drolma. The Life and Visions of Yeshe Tsogyal: The Autobiography of the Great Wisdom Queen. Boulder: Snow Lion, 2017.

## Émanations
- Machik Labdrön (1055-1149), fondatrice de la pratique de Chöd, est considérée comme une réincarnation de Yeshe Tsogyal
- Urgyen Tsomo, qui est né dans une famille vivant près de Tsourphou a été découverte à l'âge de seize ans. Elle est considérée comme une émanation de Yeshe Tsogyal. Le 15e Karmapa, Khakyab Dorje (1871-1922) la visualisa dans ses rêves et fut ainsi instruit que pour prolonger sa vie, il devait la prendre pour épouse. Doté de réalisation spontanée, elle fit la pratique de purification de Dorje Namdjoma pour le Karmapa, qui était à ce moment-là très sérieusement malade. Elle put prolonger la vie du 15e Karmapa pendant neuf années. Le 15e Karmapa fut le premier de la lignée des Karmapas qui se maria. Il eut avec Urgyen Tsomo trois fils, dont le 2e Jamgön Kongtrul et le 12e Shamarpa, Jamyang Rinpoché.
- Sera Khandro, Tertön et gourou de grandes lamas est considérée comme une émanation de Yeshe Tsogyal, comme le sont ses réincarnations Tertön Khandro Taré Lhamo et les autres.
- Khandro Rinpoché, Khandro Tsering Paldron, a été reconnue par le 16e Karmapa comme la réincarnation de la Grande Dakini de Tsourphou, Urgyen Tsomo, épouse du 15e Karmapa.